# 新城区 (呼和浩特市)
新城区为内蒙古自治区呼和浩特市市下所辖一个市辖区。區人民政府駐成吉思汗大街街道。

## 简介
新城区是呼和浩特市面积第二大的市辖区，位于市区东半部。
清代东部的绥远城（中心为绥远将军衙署）和西部的归化城（今玉泉区）成犄角之势，合称“归绥”。因为归化城建城比绥远城早，绥远城被称为“新城”，而归化城为“旧城”。基于绥远城的新城区于1953年正式成立。
新城区行政机关与经济单位颇为集中，是呼和浩特市的政经中心。该区区人民政府设于呼和浩特市赛马场东路，邮政编码010010。

## 行政区划
新城区下辖11个街道办事处、1个镇：
海拉尔东路街道、锡林郭勒北路街道、东街街道、西街街道、东风路街道、迎新路街道、大青山街街道、呼伦贝尔北路街道、丁香北路街道、东河街道、万通路街道、保合少镇和新城区鸿盛高科技园区。

## 人口
根據第七次人口普查數據，截至2020年11月1日零時，新城區常住人口為699672人。

## 交通
- 京包铁路、呼张客运专线、唐呼铁路：呼和浩特东站
- 呼和浩特地鐵1號線呼和浩特东站